# Elisabeth Leisinger
Elisabeth Mülberger-Leisinger (Stuttgart, 17 de maig de 1863 - Torgau, 14 de desembre de 1933) fou una cantant d'òpera (soprano coloratura) alemanya.
Després de perfeccionar els seus estudis musicals a París, assolí gran renom a Berlín com a cantant de concerts, i vers el 1887 es traslladà novament a París, on destacà en l'òpera.
Elisabeth Helene Leisinger va ser filla de la soprano Bertha Leisinger i del metge Julius Leisinger. Després de la mort del seu pare va començar la seva formació com a cantant. Va estudiar al Conservatori de Stuttgart, i a París amb Pauline Viardot-García. Després de diversos concerts reeixits a Stuttgart, va ser contractada en 1884 a l'Òpera de la Cort de Berlín, on va tenir el seu debut com a Rosina a El barber de Sevilla i va participar en l'estrena mundial de l'òpera Heroi d'Ernst Frank.
Un viatge a París d'Elisabeth Leisinger el 1886 va incloure una aparició a la Grand Opera de París, fet que va suposar la ruptura del seu contracte amb l'Òpera de la Cort de Berlín. Va poder continuar a l'Òpera de Berlín gràcies a un permís especial de l'Emperador Guillem I de Prússia. Els seus papers en l'Òpera de Berlín inclouen la reina Margarida en Les Hugonotes de Giacomo Meyerbeer, Lady Ford en Les alegres comares de Windsor d'Otto Nicolai, Maria en La Fille du régiment de Gaetano Donizetti, Philine en Mignon d'Ambroise Thomas, Pamina en La flauta màgica de Mozart, la Comtessa de Les noces de Fígaro de Mozart, Donna Elvira en Don Giovanni de Mozart, Agathe en El caçador furtiu de Carl Maria von Weber, la Margarida en el Faust de Charles Gounod, Elisabeth en Tannhäuser de Richard Wagner, Eva en Els mestres cantaires de Nuremberg de Wagner i el 1888 Turandot en l'estrena mundial de l'òpera de Theobald Rehbaum.
Elisabeth Leisinger va fer també concerts com a solista, entre d'altres als concerts de la Gewandhaus de Leipzig.
Després del seu matrimoni amb l'alcalde d'Esslingen am Neckar, Max von Mülberger, va donar per acabada la seva carrera com a cantant.